# Þorsteinn Már Ragnarsson
Þorsteinn Már Ragnarsson (19 aprile 1990) è un calciatore islandese, centrocampista del Víkingur Ólafsvík.

## Carriera

### Club
Ragnarsson giocò per lo Snæfell, prima di trasferirsi al Víkingur. Nel 2011, si trasferì al Raufoss. Nel 2012, viene acquistato dal KR Reykjavík.

### Nazionale
Conta 3 presenze per l'Islanda under 21. Esordì il 29 febbraio 2012, subentrando a Jóhann Laxdal nella sconfitta per 1-0 contro l'Azerbaigian.